# Возвращение «Святого Луки»
«Возвраще́ние „Свято́го Луки́“» — советский художественный цветной фильм, снятый в 1970 году режиссёром Анатолием Бобровским на киностудии «Мосфильм». Первый фильм детективной трилогии о полковнике Зорине с Всеволодом Санаевым в главной роли.
Сюжет основан на реальных событиях — похищении картины Франса Халса «Святой Лука» из Пушкинского музея.

## Сюжет

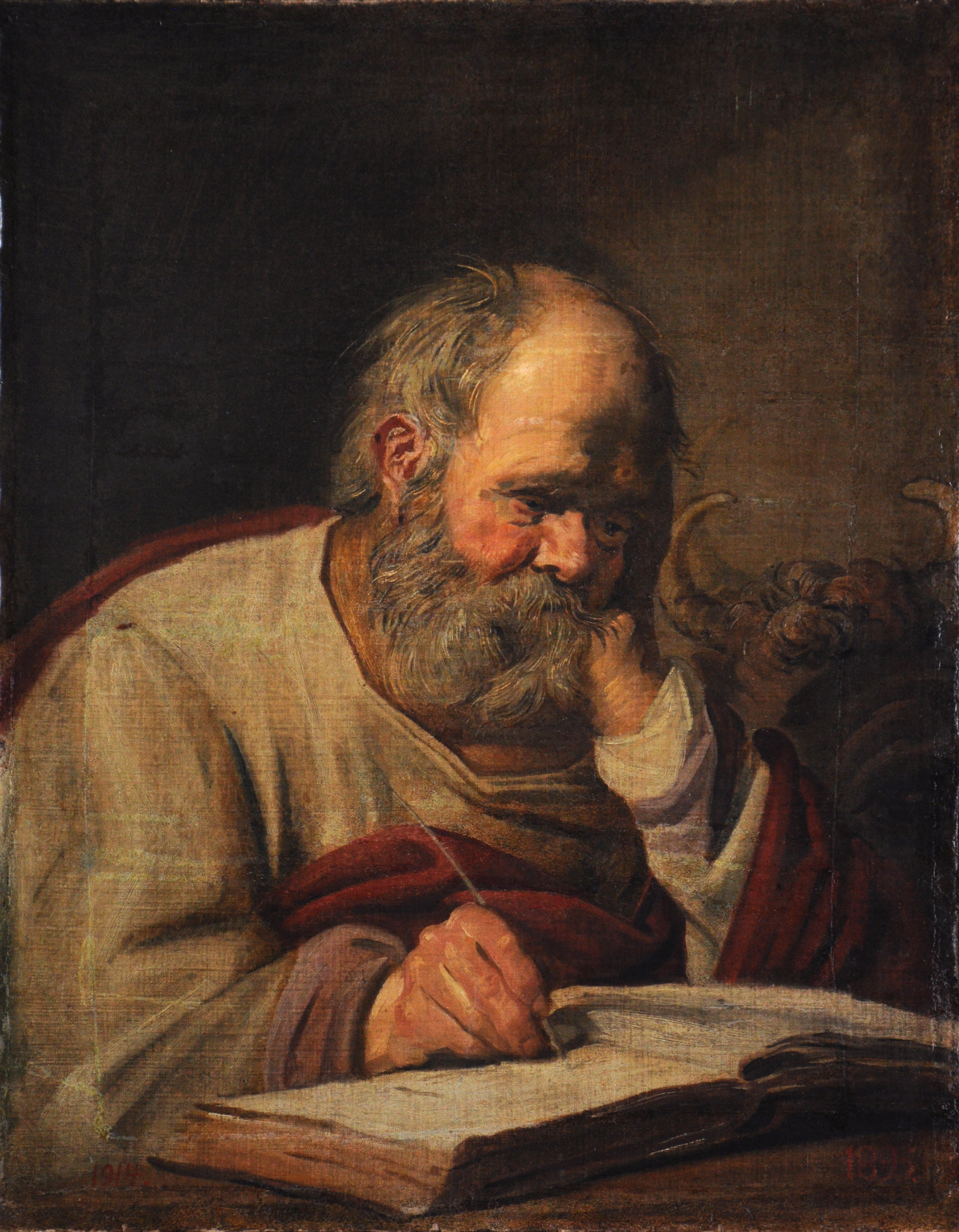
Франс Халс, «Евангелист Лука»

Инженер Юрий Лоскутов помимо основной работы промышляет спекуляцией старинными иконами. В этом деле у него имеется помощник — молодой человек по кличке Червонец.
Одним из покупателей Лоскутова становится иностранный турист по имени Кейт. По его заказу Лоскутов решает украсть из музея картину Франса Халса «Святой Лука», для этого он организует преступную группу. Ключевую роль в краже должен сыграть бежавший из заключения вор-рецидивист Михаил Карабанов по кличке «Граф». Лоскутов вводит в заблуждение Карабанова относительно стоимости картины, но Граф, будучи опытным преступником, узнаёт истинную стоимость шедевра, который ему предстоит похитить. И, не пожелав быть лишь исполнителем, Карабанов решает сорвать весь куш. Для этого он заказывает у художника Куликова копию картины, и, получив её, искусственно старит и далее собирается отдать Лоскутову, а сам выходит на иностранного покупателя.
Следственную группу по делу о краже картины возглавляет полковник милиции Иван Сергеевич Зорин. Допросив художника Куликова и других свидетелей, полковник Зорин устанавливает исполнителя кражи и далее в процессе следствия разоблачает всех фигурантов уголовного дела.

## В ролях
| Актёр                | Роль                                                          |
| -------------------- | ------------------------------------------------------------- |
| Всеволод Санаев      | полковник милиции Иван Сергеевич Зорин                        |
| Владислав Дворжецкий | вор Михаил Иванович Карабанов (Шубин) по прозвищу «Граф»      |
| Олег Басилашвили     | инженер, спекулянт антиквариатом Юрий Константинович Лоскутов |
| Екатерина Васильева  | работник антикварного магазина Полина Рачкова                 |
| Валерий Рыжаков      | «Червонец» Сергей Рязанцев                                    |
| Наталья Рычагова     | девушка Рязанцева Зоя Михайловна                              |
| Владимир Смирнов     | капитан милиции Иевлев                                        |
| Валерий Беляков      | художник Алексей Платонович Куликов                           |
| Паул Буткевич        | иностранец, контрабандист Кейт                                |
| Дмитрий Масанов      | Аристарх Феофанович Каравашкин                                |
| Раиса Куркина        | экскурсовод музея                                             |
| Николай Парфёнов     | слесарь Матвей Захарович                                      |
| Валентина Березуцкая | жена слесаря Мария Филипповна                                 |
| Валентин Кулик       | помощник Графа шофёр                                          |
| Николай Сергеев      | музейный хранитель                                            |
| Любовь Калюжная      | вахтёрша                                                      |
| Герман Качин         | сотрудник милиции                                             |
| Георгиос Совчис      | сотрудник милиции в Риге                                      |
| Олег Голубицкий      | полковник КГБ Павел Игнатьевич Сахаров                        |
| Константин Захаров   | капитан Лоренс                                                |

## Съёмочная группа
- Авторы сценария: Владимир Кузнецов, Борис Шустров, Сергей Дерковский
- Режиссёр: Анатолий Бобровский
- Оператор: Роман Веселер
- Художники: Семён Валюшок, Саид Меняльщиков
- Композитор: Исаак Шварц
- Звукорежиссёр: Василий Костельцев
- Монтажёр: Галина Спирина[1]

## Факты
Фильм создан на основе подлинных фактов. Картина Франса Халса «Евангелист Лука», написанная около 1623—1625 годов, была похищена в 1965 году с выставки в Москве. Кража произошла через несколько недель после заявления министра культуры СССР Екатерины Фурцевой о том, что «В Советском Союзе, в отличие от Запада, музеи не грабят». Однако широкой общественности о пропаже шедевра ничего не сообщалось, информация о том, что фильм основан на реальных событиях, в титрах отсутствует. Существует мнение, что «фильм должен был фикционализировать реальную историю и таким образом представить её недостоверной». Последующее местонахождение картины — Одесский музей западного и восточного искусства. О реальных фактах кражи картины рассказывает один из эпизодов документального телесериала «Следствие вели...» и фильм-расследование «Странствие „Святого Луки“. 27 оттенков чёрного».
Наряду с кинодетективом «Кража», вышедшем в том же году, фильм стал одной из первых советских кинокартин, раскрывающих тему похищения произведений искусств из музеев в СССР.

## Критика
Кинокритик Валентин Михалкович хвалил вдумчивую актёрскую работу В. Санаева, отмечая при этом, что «полковник робел, чувствовал какую-то скованность» в непривычной обстановке среди музейных работников.
Кинокритик Всеволод Ревич также выделял роль В. Санаева, который воспроизводит «характер милицейского работника старой школы» и «не стесняется спрашивать и переспрашивать работников музея, обнаруживая свою неосведомлённость». При этом критик писал, что «характер Зорина всё же был отодвинут на второй план, подчинён интриге».